# Den sidste chance
Den sidste chance (originaltitel: Die letzte Chance) er en schweizisk krigsfilm fra 1945 instrueret af Leopold Lindtberg. Filmen deltog ved Filmfestivalen i Cannes i 1946, hvor filmen vandt Guldpalmen. Filmen blev i 2016 udvalgt til visning ved Cannesfestivalens afdeling Cannes Classics.
Filmen havde dansk premiere den 26. januar 1946 under titlen Den sidste chance = Hans sidste chance i Grand. Filmen havde re-premiere i Aladdin i oktober 1950.

## Handling
I 1943 har de allierede gjort landgang i det sydlige Italien, så allierede krigsfanger bliver transporteret nordpå med tog. Da toget om natten bliver udsat for et luftangreb, flygter nogle af fangerne. Den engelske løjtnant Halliday og den amerikanske sergent Braddock møder hinanden i mørket og slår sig sammen. De kommer væk fra toget, og ved hjælp af en lokal chauffør dagen efter lykkes det dem at kommer ud på landet, hvor de når en flod. Ved floden fortæller en kvinde dem, at Italien har overgivet sig, og at der er våbenhvile. De to går mod en by, men ingen fejrer freden og alt er stille i byen. Den tyske hær ankommer og overtager byen. En lokal italiener giver de to civilt tøj og anbefaler dem at snige sig ombord på et godstog, hvilket de gør.
Efter togturen flygter de op i bjergene, hvor de støder på en flok partisaner. De to går til kirken, hvor præsten indvilliger i at hjælpe dem. De forsøger at flygte over bjergene til Schweiz, men en snestorm tvinger dem tilbage. Præsten tager Halliday med til kroen, hvor han bliver præsenteret for guiden Giuseppe. Han lover at forsøge at få dem over bjergene sammen med en anden gruppe flygtninge, hvoriblandt er en anden engelsk soldat, Major Telford. I radioen hører de, at den afsatte fascistiske leder af Italien, Il Duce, er blevet befriet af tyskerne. En af det fascistiske regimes tilhængere tager mod dalen for at afsløre flygtningene. Samme nat høres skud fra broen. Præsten beder flygtningene om at gemme sig i skoven, men at han vil tage sig af kvinder og børn i kirken. Præsten overtaler de tre soldater i gruppen om at føre flygtningene til Giuseppe. Efter de er gået, fortæller den italienske fascist køligt til præsten, at han vil overgive ham til tyskerne.
Da flygtningene når Giuseppes landsby, finder de ud af, at tyskerne allerede er ankommet. Giuseppes mor fortæller dem, at hendes søn er død, ligesom de øvrige mænd i landsbyen. En anden landsbyboer beder soldaterne om også at tage nogle forældreløse børn med sig, og Major Telford indvilliger modvilligt. Gruppen går op i bjergene under en snestorm og gruppen søger ly i en hytte. Efter stormen dukker en tysk patrulje op. Soldaterne får ordre om at lukke grænsen, så de går uden om hytten, men nu er passet bevogtet. Halliday foreslår, at aflede tyskerne ved at bruge majorens pistol (og fem kugler), men Telford afviser ham. I stedet går gruppen ud i ly af mørket. De må skjule sig, da en skipatrulje nærmer sig. En af flygtningene bryder fri af skjulet og trækker tyskerne væk, men bliver skudt og dræbt. De andre kommer ind i Schweiz, men Halliday bliver skudt. En schweizisk officer informerer dem om, at kun børn, personer over 65 og politiske flygtninge kan få asyl i Schweiz. Det lykkes ham at få alle til at blive. I slutscenen deltager de i Hallidays begravelse.

## Medvirkende
- Ewart G. Morrison som Major Telford
- John Hoy som Lieutenant John Halliday
- Ray Reagan som Sergeant Jim Braddock
- Luisa Rossi som Tonina
- Odeardo Mosini som krovært
- Giuseppe Galeati som drager
- Romano Calò som præst
- Leopold Biberti som schweizisk løjtnant
- Therese Giehse som Frau Wittels
- Robert Schwarz som Bernard, hendes søn

## Produktion
Filmen er produceret i Schweiz i 1944. Filmens to britiske hovedpersoner havde været krigsfanger, der var flygtet fra Italien til Schweiz, ligesom den amerikanske hovedrolle Jim Braddock blev spillet af et amerikansk flybesætningsmedlem, der var blevet skudt ned og havde måtte nødlande i Schweiz, hvorefter han var blevet interneret der. Alle tre var castet af instruktøren.

## Modtagelse
The New York Times roste Den sidste chance og beskrev filmen som "en levende og ærlig film" og "et anspændt, spændende drama baseret i det væsentlige på dokumenterede fakta."
Ved Filmfestivalen i Cannes modtog filmen Den Gyldne Palme.

## References
1. ↑  "Festival de Cannes: The Last Chance". festival-cannes.com. Hentet 3. januar 2009.
2. ↑  "Cannes Film Festival: 1946". IMDb.com. Hentet 3. januar 2009.
3. ↑  "Cannes Classics 2016". Cannes Film Festival. 20. april 2016. Hentet 21. april 2016.
4. ↑  Liste over danske biografpremierer, biografmuseet.dk
5. ↑  p. 1710 Magill, Frank Northen Magill's Survey of Cinema, Foreign Language Films, Volume 4 Salem Press, 1985
6. ↑  Bosley Crowther (28. november 1945). "An Absorbing Episode; The Screen". The New York Times.